# Quad Cities International Airport

i7
i11
i13

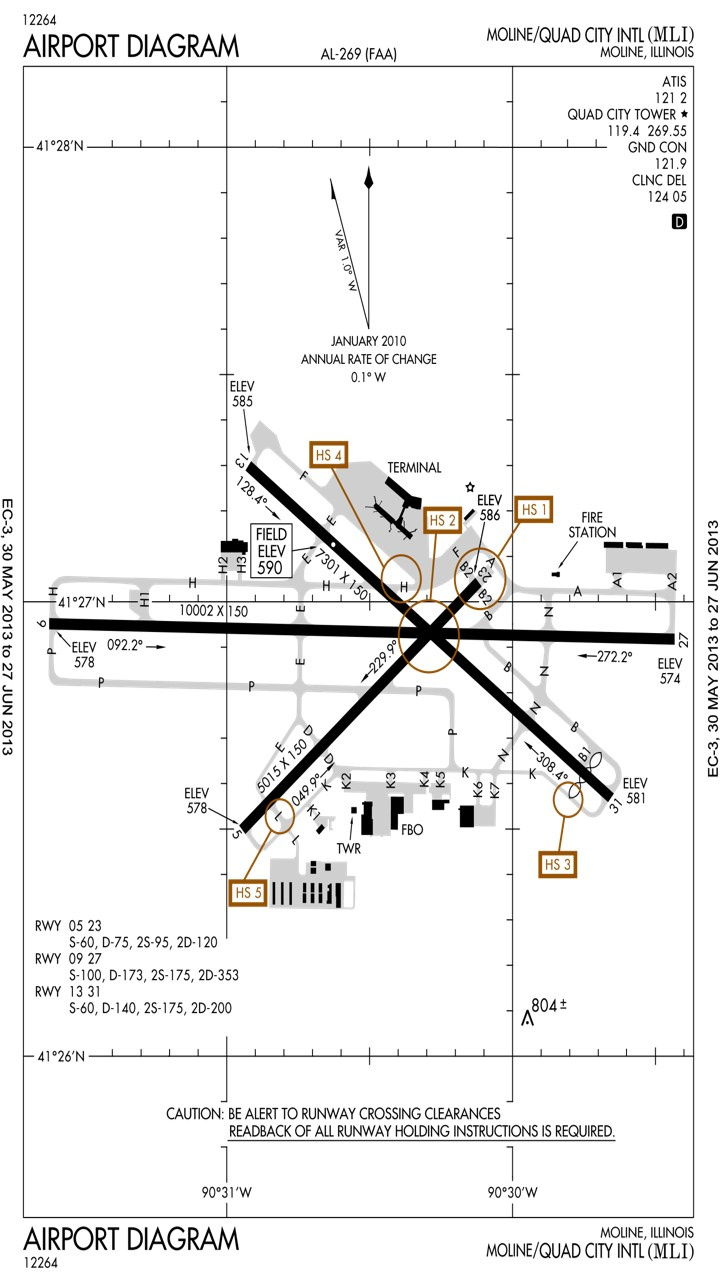
Flughafendiagramm

Der Quad Cities International Airport (bis März 2021 Quad City International Airport, IATA-Code: MLI, ICAO-Code: KMLI) ist der Flughafen von Moline, einer Stadt im US-Bundesstaat Illinois. Er bedient die Quad-Cities-Region, die auch Städte im benachbarten Iowa umfasst.

## Geschichte
Franing Field, an der Stelle des heutigen Flughafens gelegen, war 1919 einer der Zwischenstopps bei einem Flugzeug-Rennen von Küste zu Küste. Im Mai 1926 eröffnete National Air Transport eine regelmäßige Luftpost-Verbindung auf der Route Chicago–Dallas und nutzte Franing Field für eine der erforderlichen Zwischenlandungen. 1927 nahm Boeing Air Transport über Moline Verbindungen zwischen Chicago und San Francisco auf.
Da die Weltwirtschaftskrise dem privat betriebenen Flugplatz Probleme bereitete, kaufte die Stadt Moline 1935 Franing Field und errichtete ein neues Empfangsgebäude und Hangars 165.000 Dollar der dafür nötigen Kosten trug die Stadt, 365.000 Dollar (entspricht einem Gegenwert von etwa 7 Millionen Dollar) die Bundesregierung im Rahmen des Works-Projects-Administration-Programms. Die Bauarbeiten waren damit das zweitteuerste WPA-Projekt in Illinois. Im Jahr 1939 gab es fünf tägliche Linienflugverbindungen.
Nach dem Eintritt der Vereinigten Staaten in den Zweiten Weltkrieg 1941 wurde der Flugplatz für die Pilotenausbildung genutzt.
1946 erhielt der Flughafen ein Instrumentenlandesystem, das die Nutzung auch bei schlechten Witterungsbedingungen erlaubte. 1947 stimmten die Einwohner des Rock Island County dafür, den Flughafen zu kaufen und für die Verwaltung die Metropolitan Airport Authority of Rock Island County, Illinois zu schaffen. Bis 1954 wurde daraufhin ein neues Empfangsgebäude errichtet und eine der Start- und Landebahnen verlängert. Gleichzeitig erhielt der Flughafen auch seinen heutigen Namen, Hauptnutzer waren die Fluggesellschaften United Airlines und Ozark Air Lines.
Das Empfangsgebäude wurde 1961 und 1968 erweitert und 1985 durch einen Neubau ersetzt, der seinerseits 2001 auf seine heutigen Dimensionen erweitert wurde.

## Fluggesellschaften und Ziele
Der Quad Cities International Airport wird von Allegiant Air, American Eagle, Delta Connection und United Express angeflogen. Es bestehen Linienflugverbindungen zu Zielen innerhalb der Vereinigten Staaten.